# لؤي العاني
لؤي العاني هو لاعب كرة قدم عراقي يلعب في مركز الوسط ولد في يوم 12 يوليو 1997، يلعب حالياً مع نادي الكرمة العراقي ويلعب مع منتخب العراق لكرة القدم، كما لعب لصالح منتخب العراق الأولمبي.

## حياته
ولد لؤي ماجد صبري العاني في يوم 12 يوليو 1997 في المغرب لأب عراقي وأم مغربية.